# Збірна Франції з футболу
Збірна Франції з футболу — представляє Францію в міжнародних матчах і турнірах з футболу. Керується та контролюється Федерацією футболу Франції.
Станом на 28 листопада 2024 посідає 2-e місце у рейтингу футбольних збірних світу.
Дворазовий володар Кубку світу — 1998, 2018 та фіналіст 2006, 2022
Дворазовий володар Кубку Європи — 1984, 2000 та фіналіст 2016.
Франція грає домашні матчі на стадіоні Стад-де-Франс в Сен-Дені, регіон Іль-де-Франс.

## Історія

### Ера Зідана  (1994— 2006)
У процесі підготовки до домашнього чемпіонату світу був побудований стадіон «Стад-де-Франс», який надалі став основним домашнім стадіоном  збірної Франції. У товариських матчах, Еме Жаке почав активно залучати нових гравців. У складі збірної дебютували: Робер Пірес, Патрік Вієйра, Клод Макелеле, Венсан Кандела, Тьєррі Анрі, Ален Богоссян та Давід Трезеге. Збірна Франції провела 18 товариських матчів у яких здобула 10 перемог, 5 разів зіграли внічию та 3 рази програли.
Чемпіонату світу 1998 року збірна Франції розпочала з розгрому збірної ПАР та збірної Саудівської Аравії. У третьому матчі групи перемогли Данію. У плей-оф збірна Франції зіткнулася з першими серйозними труднощами. В 1/8 фіналу перемогли збірну Парагваю завдяки золотому голу Лорана Блана, а в чвертьфіналі пройшли збірну Італії лише в серії пенальті. У півфіналі зуміли здобути вольову перемогу над збірною Хорватії завдяки дублю Ліліана Тюрама, який забив свої єдині голи за національну збірну в цьому матчі. У півфінальному матчі Лоран Блан отримав вилучення після зіткнення зі Славеном Биличем, що означало дискваліфікацію на фінал. У фінальному матчі французи зіграли проти чинних чемпіонів світу, збірної Бразилії, за яких грав чинний володар «Золотого м'яча» Роналду. Посередині першого тайму Зінедін Зідан відкрив рахунок, замкнувши ударом головою подачу з кутового. На останніх хвилина Зідан знову забив головою після подачі з кутового, але цього разу подача була з іншого флангу. У другому таймі Марсель Десаї отримав другу жовту карту, залишивши команду вменшості. Незважаючи на це, французи зуміли втримати перевагу, а на додаткових хвилинах другого тайму Еммануель Петі забив третій гол, оформивши розгром. По завершенні турніру Еме Жаке покинув посаду головного тренера, а на його місце було призначено Роже Лемера. В кінці року Зінедін Зідан отримав «Золотий м'яч», а також став «Гравцем року ФІФА».

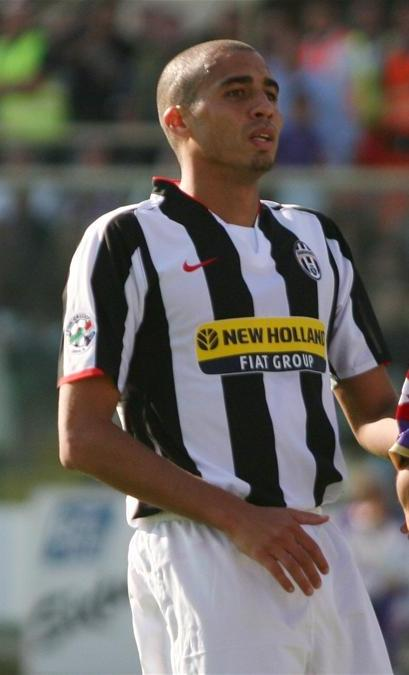
Давід Трезеге забив золотий гол у фіналі чемпіонаті Європи 2000 року.

Кваліфікацію на чемпіонат Європи збірна Франції провела у рівній боротьбі проти збірних України та Росії. Все вирішилось в останньому турі в якому Україна та Росія зіграли між собою внічию, а Франція перемогла збірну Ісландії, посівши підсумкове перше місце в групі.
Чемпіонат Європи Франція розпочала з розгрому над збірною Данії та перемоги над фіналістом попереднього чемпіонату Європи, збірною Чехії. У третьому матчі поступилися в очному матчі за перше місце господарям турніру збірній Нідерландів. У чвертьфіналі перемогли збірну Іспанії, а у півфіналі пройшли збірну Португалії завдяки золотому голу Зінедіна Зідана з пенальті. Фінальний матч проти збірної Італії склався для Франції дуже важко. Після пропущеного голу від Марко Дельвеккіо, вони зуміли відігратися лише на останніх хвилинах матчу завдяки голу Сільвена Вільтора. А на початку другого додаткового тайму Давід Трезеге забив золотий гол, який приніс збірній Франції другий чемпіонський титул в історії. Цей турнір став останнім для капітана збірної Дідьє Дешама, а також для Лорана Блана.
У 2001 році збірна Франції вперше виступила на Кубку конфедерацій. Після розгрому над господарями змагань, збірною Південної Кореї, неочікувано поступилися збірній Австралії. У третьому турі розгромили збірну Мексики та зуміли посісти перше місце в групі. У півфіналі перемогли збірну Бразилії, а у фіналі мінімально здолали ще одних господарів, збірну Японії, ставши чемпіонами. Таким чином збірна Франції стала чинним чемпіоном світу, Європи та володарем Кубку конфедерацій.
На чемпіонат світу 2002 року Франція кваліфікувалася як чинний переможець турніру. У матчі-відкритті турніру, мінімально програли дебютантам турніру, збірній Сенегалу. У другому турі зіграли в нульову нічию зі збірною Уругваю, а в заключному програли збірній Данії. У підсумку вони не забили жодного голу, посівши останнє місце в групі. Це був другий випадок в історії, коли чинний чемпіон не зумів вийти з групи. Після провалу на турнірі Роже Лемер був звільнений, а команду очолив Жак Сантіні.
Під керівництво нового тренера збірна Франції впевнено кваліфікувалася на чемпіонат Європи з першого місця, здобувши у групі зі збірними Словенії, Ізраїлю, Кіпру та Мальти вісім перемог та пропустивши лише два голи.
У 2003 році Франція вдруге поспіль здобула Кубок конфедерацій. Вони були господарем турніру та кваліфікувалися на ці змагання завдяки перемозі на чемпіонаті Європи. На груповому етапі перемогли Колумбію, Японію та Нову Зеландію. У півфіналі здолали Туреччину, а у фіналі, завдяки золотому голу Тьєррі Анрі, перемогли  Камерун. За підсумками турніру Тьєррі Анрі став найкращим гравцем та здобув золоту бутсу.

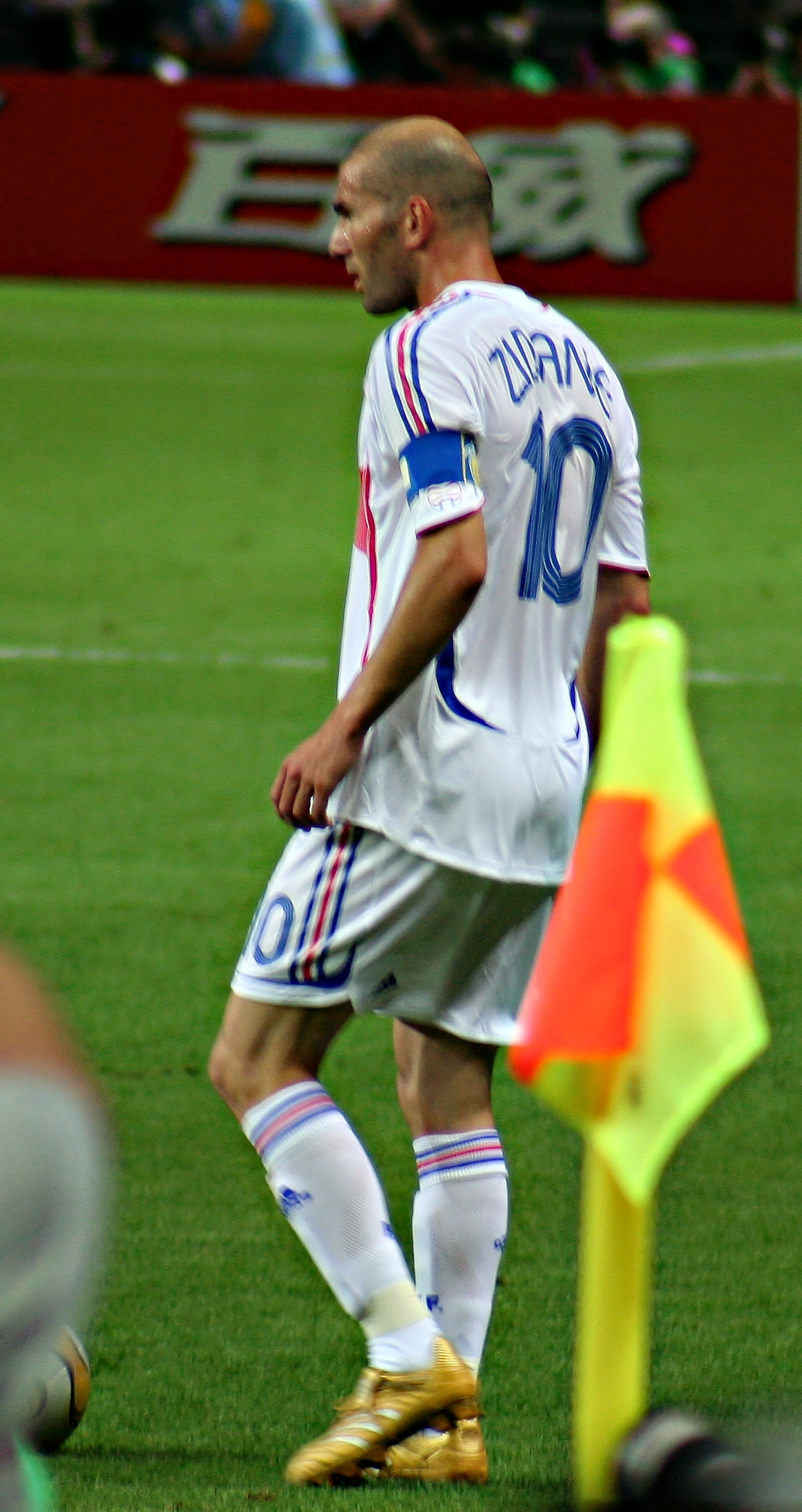
Зінедін Зідан у фіналі чемпіонату світу 2006 року

Чемпіонат Європи 2004 року збірна Франції, завдяки дублю Зінедіна Зідана на останніх хвилинах, розпочала з вольової перемоги над збірною Англії. У другому матчі зіграли внічию із Хорватією, а в останньому матчі впевнено перемогли Швейцарію. У чвертьфіналі мінімально поступилися збірній Греції, яка у підсумку сенсаційно стала чемпіоном Європи. За підсумками турніру Жак Сантіні покинув посаду тренера, а на його місце було призначено Раймона Доменека.
Кваліфікацію на чемпіонат світу збірна Франції проводила у рівній боротьбі зі збірними Швейцарії, Ізраїлю та Ірландії. Загалом у десяти матчах вони здобули лише п'ять перемог, та ще п'ять разів зіграли внічию. У підсумку їм вдалося стати першими та кваліфікуватися на мундіаль.
На чемпіонаті світу французи знову потрапили в одну групу зі збірною Швейцарії, з якими знову зіграли внічию. У другому турі втратили перемогу над збірною Південної Кореї, а в третьому впевнено перемогли збірну Того, фінішувавши на другому місці. В 1/8 фіналу зуміли здобути вольову перемогу над збірною Іспанії. У чвертьфіналі, завдяки голу Тьєррі Анрі перемогли чинних чемпіонів світу, збірну Бразилії. У півфіналі проти Португалії, переможним став гол Зінедіна Зідана з пенальті. У фіналі проти збірної Італії, Франція вийшла вперед завдяки голу Зінедіна Зідана з пенальті, але Марко Матерацці швидко зрівняв рахунок. Основий час закінчився з рахунком 1:1, а у додатковий час відбулося вилучення Зідана, який вдарив головою Марко Матерацці. У серії пенальті Франція програла 3:5, а Давід Трезеге став єдиним гравцем який не реалізував свій удар. Цей матч став останнім у кар'єрі легендарного Зінедіна Зідана, якого було визнано найкращим гравцем чемпіонату світу.

### Кризовий період  (2006— 2012)
У відборі на чемпіонат Європи збірна Франції потрапила у групу зі збірними  Італії, Шотландії, України, Грузії, Литви та Фарерських островів. У домашньому матчі проти Італії французи зуміли впевнено перемогти, взявши реванш за поразку у фіналі чемпіонату світу. Французи впевнено набирали очки, але дві поразки від збірної Шотландії не дозволили їм посісти перше місце в групі, вони кваліфікувалися із другого, випередивши шотландців лише на два очки.
На самому чемпіонаті Європи збірна Франції виступила провально, посівши останнє місце в групі. У першому матчі французи зіграли в нульову внічию зі збірною Румунії, потім розгромно поступилися збірній Нідерландів, а в останньому турі програли збірній Італії. Це був останній великий турнір для Ліліана Тюрама та Клода Макелеле. Після цього турніру піднімалося питання відставки Раймона Доменека, але Федерація футболу Франції вирішила продовжити співпрацю з тренером, попри невтішні результати.
У кваліфікації на чемпіонат світу французи потрапили у не найскладнішу групу зі збірними Сербії, Австрії, Литви, Румунії та Фарерських островів. Вже у першому турі вони поступилися збірній Австрії на виїзді. Надалі регулярно здобували очки, але дві нічиї з румунами, а також із сербами на виїзді, в ключовому матчі у боротьбі за перше місце, не дозволили їм кваліфікуватися напряму. У плей-оф грали проти збірної Ірландії. У виїзному матчі здобули мінімальну перемогу завдяки голу Ніколя Анелька. У домашньому матчі, ірландський нападник Роббі Кін зумів забити гол, що дозволило перевести цей матч у додатковий час. У другому додатковому таймі, Тьєррі Анрі зупинив подачу у штрафному майданчику двома доторками руки, після чого віддав гольову передачу на Вільяма Галласа. Ірландські гравці сигналізували арбітру про гру рукою, але він ухвалив хибне рішення зарахувати гол. У підсумку Франція зуміла кваліфікуватися на чемпіонат світу, а цей епізод викликав широкий резонанс у футбольному суспільстві. Після нього почалися розмови про використання відеоповторів та більшої кількості арбітрів у футбольних матчах, для запобігання хибних рішень. Сам Тьєррі Анрі підтверджував що зіграв рукою, а також співчував ірландцям, оскільки на його думку, вони також заслуговували виступити на чемпіонаті світу.

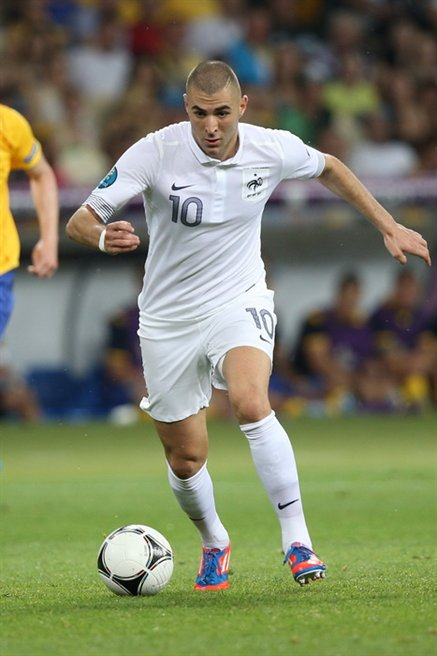
Карім Бензема у матчі проти Швеції на чемпіонаті Європи

Груповий етап чемпіонату світу розпочали з нічиєї проти збірної Уругваю.
У перерві матчу проти збірної Мексики, у Ніколя Анелька відбулася сварка із головним тренером команди Раймоном Доменеком, через що він на наступний день був відсторонений. У цьому матчі Франція програла, пропустивши два голи в кінці матчу. Федерація футболу Франція підтримала відсторонення гравця. Наступного дня виник конфлікт між капітаном команди Патрісом Евра та одним із тренерів, Робертом Дюверном. Після цієї конфронтації гравці повернулися до автобуса, а тренування скасували. Гравці команди публічно розкритикували Федерацію футболу Франції за рішення відсторонити Анелька, а Федерація зі свого боку назвала поведінку гравців неприйнятною. В останньому матчі французи програли господарям змагань, збірній ПАР, посівши останнє місце в групі. По завершенні турніру Президент Франції Ніколя Саркозі зустрівся із Тьєррі Анрі, для обговорення ситуації що склалася на турнірі. 28 червня президент Федерації футболу Франції, Жан-П'єр Ескалетт подав у відставку. 17 серпня відбулися дисциплінарні слухання Федерації футболу Франції щодо гравців які були ключовими в цьому конфлікті. За його підсумками Ніколя Анелька був відсторонений на 18 матчів, Патріс Евра — на 5 матчів, а також позбавлений звання капітана, Франк Рібері дискваліфікований на 3 гри, Жеремі Тулалан — на одну гру, а Еріка Абідаля, який звинувачувався у відмові грати в останньому матчі групового етапу, було визнано невинним. Ніколя Анелька вважав це покарання не чинним для нього, оскільки він ухвалив рішення завершити кар'єру в збірній.
У липні 2010 року новим тренером призначили Лорана Блана, одного із ключових гравців останнього золотого покоління збірної Франції, який на чолі «Жиронден де Бордо» зумів стати чемпіоном Франції. Відбір на чемпіонат Європи Франція розпочала із сенсаційної мінімальної домашньої поразки від збірної Білорусі. Надалі французи стабільно здобували очки, лише двічі зігравши внічию. У боротьбі за перше місце все вирішувалося в останньому турі. В домашньому очному матчі проти збірної Боснії і Герцеговини вони поступалися більшу частину матчу, але наприкінці зустрічі Самір Насрі реалізував пенальті. Нічия дозволила французам посісти перше місце та кваліфікуватися на Євро-2012 напряму.
Франція розпочала чемпіонат Європи нічиєю проти збірної Англії. У другому матчі впевнено перемогли господарів турніру, збірну України, а в останньому матчі поступилися збірній Швеції. Незважаючи на поразку в останньому турі, Франція вийшла у чвертьфінал з другого місця, де поступилися чинним чемпіонам світу та Європи, збірній Іспанії.

### Успіхи Дешама  (2012— н.ч.)
У липні 2012 року команду очолив Дідьє Дешам, капітан останнього золотого покоління французів. У кваліфікації на чемпіонат світу 2014 Франція потрапила в одну групу з чинними чемпіонами світу та Європи, збірною Іспанії. У боротьбі за пряму путівку на чемпіонат світу ключовою стала їхня поразка в очному домашньому матчі. У плей-оф грали проти збірної України. Після поразки у Києві (0:2), зуміли розгромити суперника в домашньому матчі (3:0) та кваліфікуватися на мундіаль.

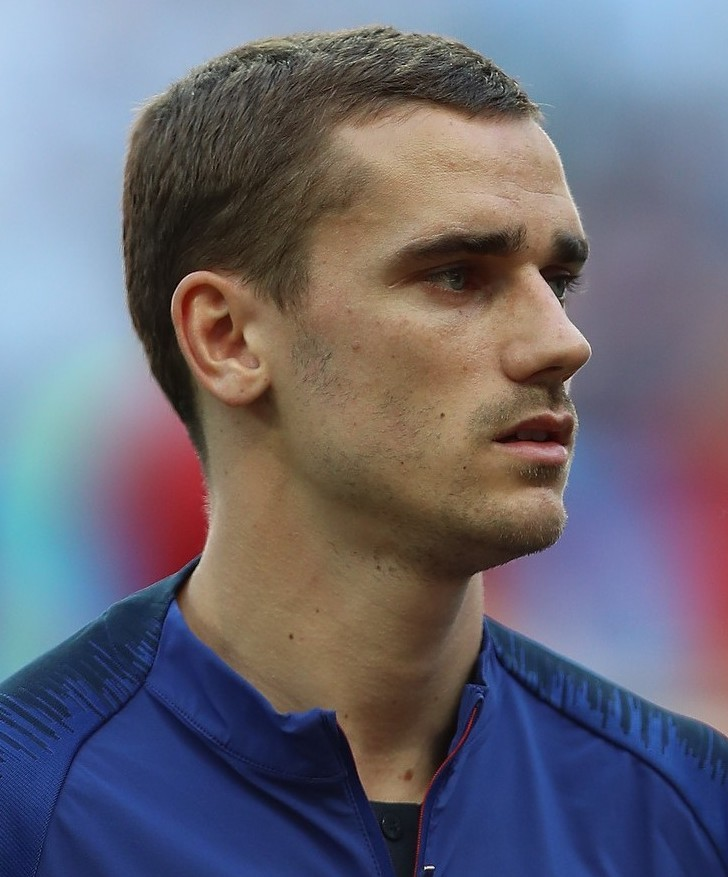
Антуан Грізманн — найкращий гравець та бомбардир чемпіонату Європи 2016 року

Груповий етап чемпіонату світу французи розпочали з розгромів над збірними Гондурасу та Швейцарії, а в останньому матчі групи зіграли внічию з Еквадором. В 1/8 фіналу перемогли збірну Нігерії, а у чвертьфіналі, втративши перед матчем Франка Рібері через травму, мінімально поступилися збірній Німеччини, яка у підсумку стала чемпіоном. Півзахисник Поль Погба став найкращим молодим гравцем турніру.
Чемпіонат Європи 2016, був дуже важливим для збірної Франції, оскільки це був домашній турнір. Франція перемагала на двох останніх великих турнірах, на яких була господарем (Чемпіонат Європи 1984 року та Чемпіонат світу 1998 року). Один із лідерів команди, Карім Бензема перестав викликатися у збірну через шантаж партнера по команді Матьє Вальбуена. На груповому етапі перемогли збірні Румунії та Албанії, а також зіграли внічию із Швейцарією, посівши перше місце. На стадії плей-оф здобули вольову перемогу над Ірландією, а також розгромили збірну-сенсацію турніру, Ісландію. У півфіналі перемогли чинних чемпіонів світу, збірну Німеччини, яку не перемагали на великих турнірах з 1958 року. У рівному фіналі, поступилися збірній Португалії, пропустивши у другому таймі додаткового часу. Ключовим гравцем для команди на цьому турнірі був Антуан Грізманн, який став найкращим гравцем та бомбардиром турніру. 

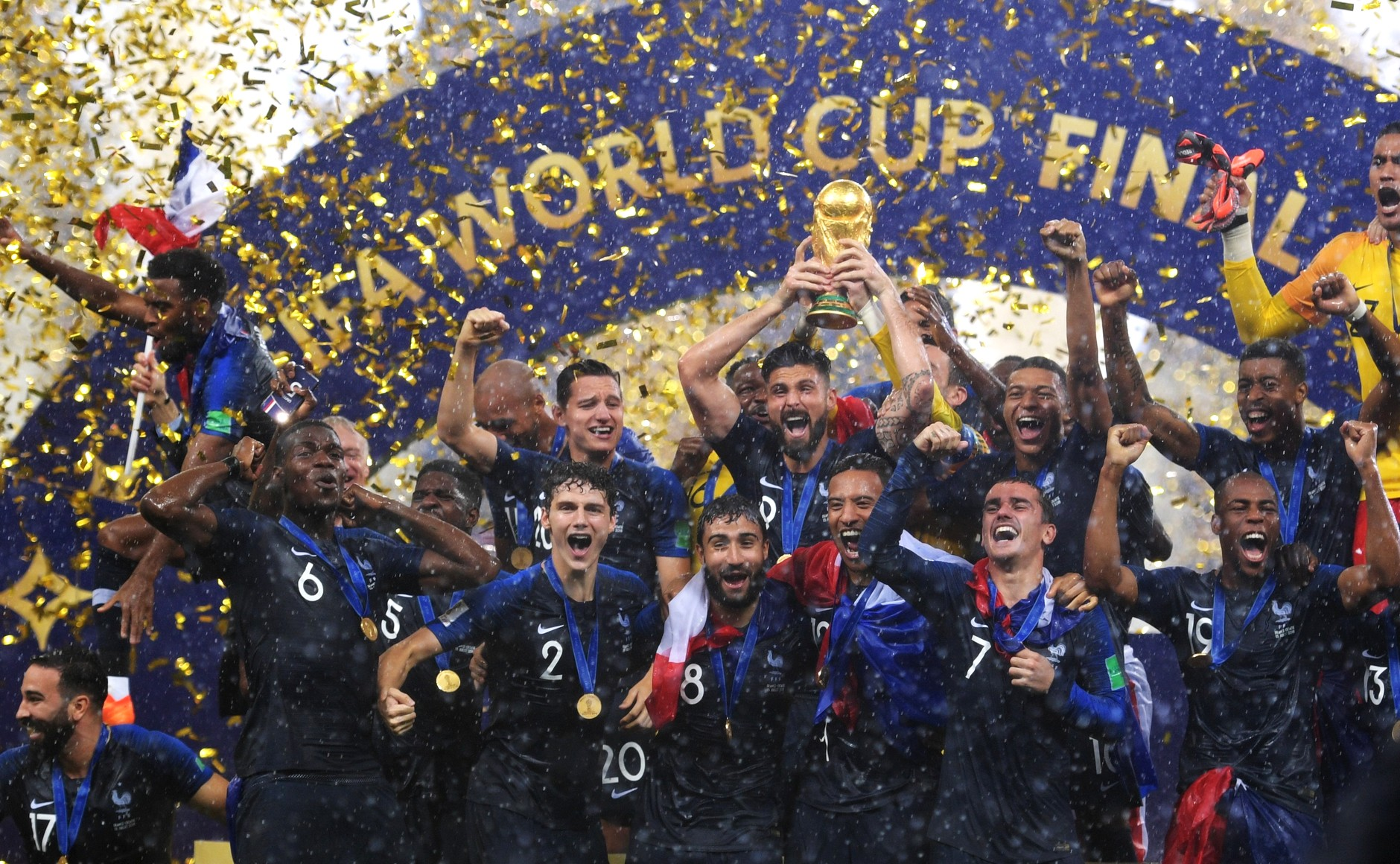
Збірна Франції — чемпіони світу 2018 року

У 2018 році команда виступила на чемпіонаті світу в Росії та зуміла вдруге в історії стати чемпіоном світу. На груповому етапі перемогли збірну Австралії та Перу, а також зіграли внічию із Данією, посівши перше місце в групі. В 1/8 фіналу перемогли Аргентину, у чвертьфіналі Уругвай, а у півфіналі Бельгію. У фіналі впевнено перемогли збірну Хорватії, яка сенсаційно дійшла до цієї стадії. За підсумками турніру Кіліан Мбаппе став найкращим молодим гравцем турніру, а Антуан Грізманн отримав «Бронзовий м'яч» та «Срібний бутс»
У дебютному сезоні Ліги націй УЄФА 2018—2019 посіли друге місце в групі, поступившись за додатковимо показниками збірній Нідерландів. Надалі впевнено пройшли кваліфікацію на Євро-2020, а також стали переможцями своєї групи Ліги націй УЄФА 2020—2021, вийшовши у фінальний раунд.
Перед Євро-2020, яке відбулося влітку 2021 року, відбулося повернення Каріма Бензема у національну збірну, який не викликався протягом п'яти років через скандал із Матьє Вальбуена. На самому чемпіонаті Європи збірна Франції розпочала з перемоги над збірною Німеччини, а у наступних матчах зіграла внічию з Угорщиною та Португалією, посівши перше місце в групі. В 1/8 фіналу програли збірній Швейцарії у серії пенальті.
У жовтні 2021 року відбулася фінальна частина сезону Ліги націй УЄФА, де збірна Франція перемогла Бельгію у півфіналі та Іспанію у фіналі, ставши чемпіоном, а також восени збірна Франції з першого місця кваліфікувалася на чемпіонат світу.
Ліга націй УЄФА 2022—2023, яка відбувалася перед чемпіонатом світу, склалася для команди невдало (посіли третє місце в групі).
Восени 2022 року команда виступила на чемпіонаті світу в Катарі. Перед початком турніру Н'Голо Канте та Поль Погба, які були ключовими гравцями на попередньому чемпіонаті світу отримали травми. Вже безпосередньо після виклику в збірну травмувалися Преснель Кімпембе, Крістофер Нкунку та володар «Золотого м'яча» Карім Бензема. Груповий етап Франція розпочала з перемоги над збірними Австралії та Данії, забезпечивши собі вихід у наступну стадію. В останньому матчі туру, вийшовши резервним складом, поступилися збірній Тунісу, що не завадило їм посісти перше місце в групі. У плей-оф перемогли збірну Польщі, Англії та Марокко, вдруге поспіль вийшовши у фінал чемпіонату світу. У фіналі поступилися у серії пенальті збірній Аргентини, а Кіліан Мбаппе, оформивши хет-трик став найкращим бомбардиром турніру (8 голів). На цьому турнірі Олів'є Жіру побив рекорд за кількістю забитих голів за збірну Франції, а Уго Льоріс став рекордсменом за кількістю проведених матчів.

## Статистика
Господарі       Переможці       Фіналісти       Третє місце       Четверте місце  

### Чемпіонат світу
| Чемпіонат світу | Чемпіонат світу                                                                 | Чемпіонат світу                                                                 | Чемпіонат світу                                                                 | Чемпіонат світу                                                                 | Чемпіонат світу                                                                 | Чемпіонат світу                                                                 | Чемпіонат світу                                                                 | Чемпіонат світу                                                                 |                                   | Кваліфікація                      | Кваліфікація                      | Кваліфікація                      | Кваліфікація                      | Кваліфікація                      | Кваліфікація                      | Кваліфікація |
| Рік             | Раунд                                                                           | Місце                                                                           | І                                                                               | В                                                                               | Н                                                                               | П                                                                               | М+                                                                              | М-                                                                              | Місце                             | І                                 | В                                 | Н                                 | П                                 | М+                                | М-                                |              |
| --------------- | ------------------------------------------------------------------------------- | ------------------------------------------------------------------------------- | ------------------------------------------------------------------------------- | ------------------------------------------------------------------------------- | ------------------------------------------------------------------------------- | ------------------------------------------------------------------------------- | ------------------------------------------------------------------------------- | ------------------------------------------------------------------------------- | --------------------------------- | --------------------------------- | --------------------------------- | --------------------------------- | --------------------------------- | --------------------------------- | --------------------------------- | ------------ |
| 1930            | Груповий етап                                                                   | 7-ме                                                                            | 3                                                                               | 1                                                                               | 0                                                                               | 2                                                                               | 4                                                                               | 3                                                                               | Кваліфікувалися за запрошенням    | Кваліфікувалися за запрошенням    | Кваліфікувалися за запрошенням    | Кваліфікувалися за запрошенням    | Кваліфікувалися за запрошенням    | Кваліфікувалися за запрошенням    | Кваліфікувалися за запрошенням    |              |
| 1934            | 1/8 фіналу                                                                      | 9-те                                                                            | 1                                                                               | 0                                                                               | 0                                                                               | 1                                                                               | 2                                                                               | 3                                                                               | 2-ге                              | 1                                 | 1                                 | 0                                 | 0                                 | 6                                 | 1                                 |              |
| 1938            | Чвертьфінал                                                                     | 6-те                                                                            | 2                                                                               | 1                                                                               | 0                                                                               | 1                                                                               | 4                                                                               | 4                                                                               | Кваліфікувалися як господарі      | Кваліфікувалися як господарі      | Кваліфікувалися як господарі      | Кваліфікувалися як господарі      | Кваліфікувалися як господарі      | Кваліфікувалися як господарі      | Кваліфікувалися як господарі      |              |
| 1950            | Не пройшли кваліфікацію, згодом отримали запрошення, але відмовилися від участі | Не пройшли кваліфікацію, згодом отримали запрошення, але відмовилися від участі | Не пройшли кваліфікацію, згодом отримали запрошення, але відмовилися від участі | Не пройшли кваліфікацію, згодом отримали запрошення, але відмовилися від участі | Не пройшли кваліфікацію, згодом отримали запрошення, але відмовилися від участі | Не пройшли кваліфікацію, згодом отримали запрошення, але відмовилися від участі | Не пройшли кваліфікацію, згодом отримали запрошення, але відмовилися від участі | Не пройшли кваліфікацію, згодом отримали запрошення, але відмовилися від участі | 2-ге                              | 3                                 | 0                                 | 2                                 | 1                                 | 4                                 | 5                                 |              |
| 1954            | Груповий етап                                                                   | 11-те                                                                           | 2                                                                               | 1                                                                               | 0                                                                               | 1                                                                               | 3                                                                               | 3                                                                               | 1-ше                              | 4                                 | 4                                 | 0                                 | 0                                 | 20                                | 4                                 |              |
| 1958            | Третє місце                                                                     | 3                                                                               | 6                                                                               | 4                                                                               | 0                                                                               | 2                                                                               | 23                                                                              | 15                                                                              | 1-ше                              | 4                                 | 3                                 | 1                                 | 0                                 | 19                                | 4                                 |              |
| 1962            | Не пройшли кваліфікацію                                                         | Не пройшли кваліфікацію                                                         | Не пройшли кваліфікацію                                                         | Не пройшли кваліфікацію                                                         | Не пройшли кваліфікацію                                                         | Не пройшли кваліфікацію                                                         | Не пройшли кваліфікацію                                                         | Не пройшли кваліфікацію                                                         | 1-ше                              | 5                                 | 3                                 | 0                                 | 2                                 | 10                                | 4                                 |              |
| 1966            | Груповий етап                                                                   | 13-те                                                                           | 3                                                                               | 0                                                                               | 1                                                                               | 2                                                                               | 2                                                                               | 5                                                                               | 1-ше                              | 6                                 | 5                                 | 0                                 | 1                                 | 9                                 | 2                                 |              |
| 1970            | Не пройшли кваліфікацію                                                         | Не пройшли кваліфікацію                                                         | Не пройшли кваліфікацію                                                         | Не пройшли кваліфікацію                                                         | Не пройшли кваліфікацію                                                         | Не пройшли кваліфікацію                                                         | Не пройшли кваліфікацію                                                         | Не пройшли кваліфікацію                                                         | 2-ге                              | 4                                 | 2                                 | 0                                 | 2                                 | 6                                 | 4                                 |              |
| 1974            | Не пройшли кваліфікацію                                                         | Не пройшли кваліфікацію                                                         | Не пройшли кваліфікацію                                                         | Не пройшли кваліфікацію                                                         | Не пройшли кваліфікацію                                                         | Не пройшли кваліфікацію                                                         | Не пройшли кваліфікацію                                                         | Не пройшли кваліфікацію                                                         | 3-тє                              | 4                                 | 1                                 | 1                                 | 2                                 | 3                                 | 5                                 |              |
| 1978            | Груповий етап                                                                   | 12-те                                                                           | 3                                                                               | 1                                                                               | 0                                                                               | 2                                                                               | 5                                                                               | 5                                                                               | 1-ше                              | 4                                 | 2                                 | 1                                 | 1                                 | 7                                 | 4                                 |              |
| 1982            | Четверте місце                                                                  | 4-те                                                                            | 7                                                                               | 3                                                                               | 2                                                                               | 2                                                                               | 16                                                                              | 12                                                                              | 2-ге                              | 8                                 | 5                                 | 0                                 | 3                                 | 20                                | 8                                 |              |
| 1986            | Третє місце                                                                     | 3                                                                               | 7                                                                               | 4                                                                               | 2                                                                               | 1                                                                               | 12                                                                              | 6                                                                               | 1-ше                              | 8                                 | 5                                 | 1                                 | 2                                 | 15                                | 4                                 |              |
| 1990            | Не пройшли кваліфікацію                                                         | Не пройшли кваліфікацію                                                         | Не пройшли кваліфікацію                                                         | Не пройшли кваліфікацію                                                         | Не пройшли кваліфікацію                                                         | Не пройшли кваліфікацію                                                         | Не пройшли кваліфікацію                                                         | Не пройшли кваліфікацію                                                         | 3-тє                              | 8                                 | 3                                 | 3                                 | 2                                 | 10                                | 7                                 |              |
| 1994            | Не пройшли кваліфікацію                                                         | Не пройшли кваліфікацію                                                         | Не пройшли кваліфікацію                                                         | Не пройшли кваліфікацію                                                         | Не пройшли кваліфікацію                                                         | Не пройшли кваліфікацію                                                         | Не пройшли кваліфікацію                                                         | Не пройшли кваліфікацію                                                         | 3-тє                              | 10                                | 6                                 | 1                                 | 3                                 | 17                                | 10                                |              |
| 1998            | Чемпіони                                                                        | 1                                                                               | 7                                                                               | 6                                                                               | 1                                                                               | 0                                                                               | 15                                                                              | 2                                                                               | Кваліфікувалися як господарі      | Кваліфікувалися як господарі      | Кваліфікувалися як господарі      | Кваліфікувалися як господарі      | Кваліфікувалися як господарі      | Кваліфікувалися як господарі      | Кваліфікувалися як господарі      |              |
| 2002            | Груповий етап                                                                   | 28-ме                                                                           | 3                                                                               | 0                                                                               | 1                                                                               | 2                                                                               | 0                                                                               | 3                                                                               | Кваліфікувалися як чинні чемпіони | Кваліфікувалися як чинні чемпіони | Кваліфікувалися як чинні чемпіони | Кваліфікувалися як чинні чемпіони | Кваліфікувалися як чинні чемпіони | Кваліфікувалися як чинні чемпіони | Кваліфікувалися як чинні чемпіони |              |
| 2006            | Фіналісти                                                                       | 2                                                                               | 7                                                                               | 4                                                                               | 3                                                                               | 0                                                                               | 9                                                                               | 3                                                                               | 1-ше                              | 10                                | 5                                 | 5                                 | 0                                 | 14                                | 2                                 |              |
| 2010            | Груповий етап                                                                   | 29-те                                                                           | 3                                                                               | 0                                                                               | 1                                                                               | 2                                                                               | 1                                                                               | 4                                                                               | 2-ге                              | 12                                | 7                                 | 4                                 | 1                                 | 20                                | 10                                |              |
| 2014            | Чвертьфінал                                                                     | 7-ме                                                                            | 5                                                                               | 3                                                                               | 1                                                                               | 1                                                                               | 10                                                                              | 3                                                                               | 2-ге                              | 10                                | 6                                 | 2                                 | 2                                 | 18                                | 8                                 |              |
| 2018            | Чемпіони                                                                        | 1                                                                               | 7                                                                               | 6                                                                               | 1                                                                               | 0                                                                               | 16                                                                              | 6                                                                               | 1-ше                              | 10                                | 7                                 | 2                                 | 1                                 | 18                                | 6                                 |              |
| 2022            | Фіналісти                                                                       | 2                                                                               | 7                                                                               | 5                                                                               | 1                                                                               | 1                                                                               | 16                                                                              | 8                                                                               | 1-ше                              | 8                                 | 5                                 | 3                                 | 0                                 | 18                                | 3                                 |              |
| 2026            | Н/Д                                                                             | Н/Д                                                                             | Н/Д                                                                             | Н/Д                                                                             | Н/Д                                                                             | Н/Д                                                                             | Н/Д                                                                             | Н/Д                                                                             | Н/Д                               | Н/Д                               | Н/Д                               | Н/Д                               | Н/Д                               | Н/Д                               | Н/Д                               |              |
| Загалом         | 2 титули                                                                        | 16/22                                                                           | 73                                                                              | 39                                                                              | 14*                                                                             | 20                                                                              | 136                                                                             | 85                                                                              | 12/18                             | 119                               | 70                                | 26                                | 23                                | 234                               | 91                                |              |

### Чемпіонат Європи
| Чемпіонат Європи | Чемпіонат Європи        | Чемпіонат Європи        | Чемпіонат Європи        | Чемпіонат Європи        | Чемпіонат Європи        | Чемпіонат Європи        | Чемпіонат Європи        | Чемпіонат Європи        |                              | Кваліфікація                 | Кваліфікація                 | Кваліфікація                 | Кваліфікація                 | Кваліфікація                 | Кваліфікація                 | Кваліфікація |
| Рік              | Раунд                   | Місце                   | І                       | В                       | Н                       | П                       | М+                      | М-                      | Місце                        | І                            | В                            | Н                            | П                            | М+                           | М-                           |              |
| ---------------- | ----------------------- | ----------------------- | ----------------------- | ----------------------- | ----------------------- | ----------------------- | ----------------------- | ----------------------- | ---------------------------- | ---------------------------- | ---------------------------- | ---------------------------- | ---------------------------- | ---------------------------- | ---------------------------- | ------------ |
| 1960             | Четверте місце          | 4-те                    | 2                       | 0                       | 0                       | 2                       | 4                       | 7                       | плей-оф                      | 4                            | 3                            | 1                            | 0                            | 17                           | 6                            |              |
| 1964             | Не пройшли кваліфікацію | Не пройшли кваліфікацію | Не пройшли кваліфікацію | Не пройшли кваліфікацію | Не пройшли кваліфікацію | Не пройшли кваліфікацію | Не пройшли кваліфікацію | Не пройшли кваліфікацію | Не пройшли кваліфікацію      | плей-оф                      | 6                            | 2                            | 1                            | 3                            | 11                           | 10           |
| 1968             | Не пройшли кваліфікацію | Не пройшли кваліфікацію | Не пройшли кваліфікацію | Не пройшли кваліфікацію | Не пройшли кваліфікацію | Не пройшли кваліфікацію | Не пройшли кваліфікацію | Не пройшли кваліфікацію | Не пройшли кваліфікацію      | 1-ше/плей-оф                 | 8                            | 4                            | 2                            | 2                            | 16                           | 12           |
| 1972             | Не пройшли кваліфікацію | Не пройшли кваліфікацію | Не пройшли кваліфікацію | Не пройшли кваліфікацію | Не пройшли кваліфікацію | Не пройшли кваліфікацію | Не пройшли кваліфікацію | Не пройшли кваліфікацію | Не пройшли кваліфікацію      | 3-тє                         | 6                            | 3                            | 1                            | 2                            | 10                           | 8            |
| 1976             | Не пройшли кваліфікацію | Не пройшли кваліфікацію | Не пройшли кваліфікацію | Не пройшли кваліфікацію | Не пройшли кваліфікацію | Не пройшли кваліфікацію | Не пройшли кваліфікацію | Не пройшли кваліфікацію | Не пройшли кваліфікацію      | 3-тє                         | 6                            | 1                            | 3                            | 2                            | 7                            | 6            |
| 1980             | Не пройшли кваліфікацію | Не пройшли кваліфікацію | Не пройшли кваліфікацію | Не пройшли кваліфікацію | Не пройшли кваліфікацію | Не пройшли кваліфікацію | Не пройшли кваліфікацію | Не пройшли кваліфікацію | Не пройшли кваліфікацію      | 2-ге                         | 6                            | 4                            | 1                            | 1                            | 13                           | 7            |
| 1984             | Чемпіони                | 1                       | 5                       | 5                       | 0                       | 0                       | 14                      | 4                       | Кваліфікувалися як господарі | Кваліфікувалися як господарі | Кваліфікувалися як господарі | Кваліфікувалися як господарі | Кваліфікувалися як господарі | Кваліфікувалися як господарі | Кваліфікувалися як господарі |              |
| 1988             | Не пройшли кваліфікацію | Не пройшли кваліфікацію | Не пройшли кваліфікацію | Не пройшли кваліфікацію | Не пройшли кваліфікацію | Не пройшли кваліфікацію | Не пройшли кваліфікацію | Не пройшли кваліфікацію | Не пройшли кваліфікацію      | 3-тє                         | 8                            | 1                            | 4                            | 3                            | 4                            | 7            |
| 1992             | Груповий етап           | 6-те                    | 3                       | 0                       | 2                       | 1                       | 2                       | 3                       | 1-ше                         | 8                            | 8                            | 0                            | 0                            | 20                           | 6                            |              |
| 1996             | Півфінал                | 3                       | 5                       | 2                       | 3                       | 0                       | 5                       | 2                       | 2-ге                         | 10                           | 5                            | 5                            | 0                            | 22                           | 2                            |              |
| 2000             | Чемпіони                | 1                       | 6                       | 5                       | 0                       | 1                       | 13                      | 7                       | 1-ше                         | 10                           | 6                            | 3                            | 1                            | 17                           | 10                           |              |
| 2004             | Чвертьфінал             | 6-те                    | 4                       | 2                       | 1                       | 1                       | 7                       | 5                       | 1-ше                         | 8                            | 8                            | 0                            | 0                            | 29                           | 2                            |              |
| 2008             | Груповий етап           | 15-те                   | 3                       | 0                       | 1                       | 2                       | 1                       | 6                       | 2-ге                         | 12                           | 8                            | 2                            | 2                            | 25                           | 5                            |              |
| 2012             | Чвертьфінал             | 8-ме                    | 4                       | 1                       | 1                       | 2                       | 3                       | 5                       | 1-ше                         | 10                           | 6                            | 3                            | 1                            | 15                           | 4                            |              |
| 2016             | Фіналісти               | 2                       | 7                       | 5                       | 1                       | 1                       | 13                      | 5                       | Кваліфікувалися як господарі | Кваліфікувалися як господарі | Кваліфікувалися як господарі | Кваліфікувалися як господарі | Кваліфікувалися як господарі | Кваліфікувалися як господарі | Кваліфікувалися як господарі |              |
| 2020             | 1/8 фіналу              | 11-те                   | 4                       | 1                       | 3                       | 0                       | 7                       | 6                       | 1-ше                         | 10                           | 8                            | 1                            | 1                            | 25                           | 6                            |              |
| 2024             | Півфінал                | 3                       | 6                       | 2                       | 3                       | 1                       | 4                       | 3                       | 1-ше                         | 8                            | 7                            | 1                            | 0                            | 29                           | 3                            |              |
| Загалом          | 2 титули                | 11/17                   | 49                      | 23                      | 15                      | 11                      | 73                      | 53                      | 9/15                         | 120                          | 74                           | 28                           | 18                           | 260                          | 94                           |              |

### Кубок Конфедерацій
| Рік    | Результат               | Місце                   | І                       | В                       | Н*                      | П                       | ГЗ                      | ГП                      |
| ------ | ----------------------- | ----------------------- | ----------------------- | ----------------------- | ----------------------- | ----------------------- | ----------------------- | ----------------------- |
| 1992   | не пройшла кваліфікацію | не пройшла кваліфікацію | не пройшла кваліфікацію | не пройшла кваліфікацію | не пройшла кваліфікацію | не пройшла кваліфікацію | не пройшла кваліфікацію | не пройшла кваліфікацію |
| 1995   | не пройшла кваліфікацію | не пройшла кваліфікацію | не пройшла кваліфікацію | не пройшла кваліфікацію | не пройшла кваліфікацію | не пройшла кваліфікацію | не пройшла кваліфікацію | не пройшла кваліфікацію |
| 1997   | не пройшла кваліфікацію | не пройшла кваліфікацію | не пройшла кваліфікацію | не пройшла кваліфікацію | не пройшла кваліфікацію | не пройшла кваліфікацію | не пройшла кваліфікацію | не пройшла кваліфікацію |
| 1999   | Знялися                 | Знялися                 | Знялися                 | Знялися                 | Знялися                 | Знялися                 | Знялися                 | Знялися                 |
| 2001   | Переможець              | 1                       | 5                       | 4                       | 0                       | 1                       | 12                      | 2                       |
| 2003   | Переможець              | 1                       | 5                       | 5                       | 0                       | 0                       | 12                      | 3                       |
| 2005   | не пройшла кваліфікацію | не пройшла кваліфікацію | не пройшла кваліфікацію | не пройшла кваліфікацію | не пройшла кваліфікацію | не пройшла кваліфікацію | не пройшла кваліфікацію | не пройшла кваліфікацію |
| 2009   | не пройшла кваліфікацію | не пройшла кваліфікацію | не пройшла кваліфікацію | не пройшла кваліфікацію | не пройшла кваліфікацію | не пройшла кваліфікацію | не пройшла кваліфікацію | не пройшла кваліфікацію |
| 2013   | не пройшла кваліфікацію | не пройшла кваліфікацію | не пройшла кваліфікацію | не пройшла кваліфікацію | не пройшла кваліфікацію | не пройшла кваліфікацію | не пройшла кваліфікацію | не пройшла кваліфікацію |
| 2017   | не пройшла кваліфікацію | не пройшла кваліфікацію | не пройшла кваліфікацію | не пройшла кваліфікацію | не пройшла кваліфікацію | не пройшла кваліфікацію | не пройшла кваліфікацію | не пройшла кваліфікацію |
| Всього | 2/7                     | 2 титули                | 10                      | 9                       | 0                       | 1                       | 24                      | 5                       |

### Ліга націй УЄФА
| Ліга націй УЄФА | Ліга націй УЄФА | Ліга націй УЄФА | Ліга націй УЄФА | Ліга націй УЄФА | Ліга націй УЄФА | Ліга націй УЄФА | Ліга націй УЄФА | Ліга націй УЄФА | Ліга націй УЄФА | Ліга націй УЄФА |
| Рік             | Ліга            | Група           | І               | В               | Н               | П               | М+              | М-              | П/П             | Рей             |
| --------------- | --------------- | --------------- | --------------- | --------------- | --------------- | --------------- | --------------- | --------------- | --------------- | --------------- |
| 2018—19         | A               | 1               | 4               | 2               | 1               | 1               | 4               | 4               | ▬               | 6-e             |
| 2020—21         | A               | 3               | 8               | 7               | 1               | 0               | 17              | 8               | ▬               | 1-е             |
| 2022—23         | A               | 1               | 6               | 1               | 2               | 3               | 5               | 7               | ▬               | 12-е            |
| 2024—25         | A               | 2               | 8               | 5               | 1               | 2               | 14              | 8               | ▬               | 3-є             |
| Усього          | Усього          | Усього          | 24              | 13              | 5               | 6               | 35              | 24              |                 |                 |

## Гравці збірної

### Поточний склад
Наступні 26 гравців були оголошені у списку збірної для участі у Євро-2024.
Вік гравців наведено на день початку змагання (14 червня 2024 року), дані про кількість матчів і голів — на 17 травня 2024 року.
| №  | Поз. | Гравець                 | Дата народження (вік)            | Ігри | Голи | Клуб                 |
| -- | ---- | ----------------------- | -------------------------------- | ---- | ---- | -------------------- |
| 16 | ВР   | Майк Меньян             | 3 липня 1995 (вік 28 років)      | 14   | 0    | Мілан                |
| 23 | ВР   | Альфонс Ареола          | 27 лютого 1993 (вік 31 рік)      | 5    | 0    | Вест Гем Юнайтед     |
| 1  | ВР   | Бріс Самба              | 26 квітня 1994 (вік 30 років)    | 3    | 0    | Ланс                 |
|    |      |                         |                                  |      |      |                      |
| 2  | ЗХ   | Бенжамен Павар          | 28 березня 1996 (вік 28 років)   | 53   | 5    | Інтернаціонале       |
| 5  | ЗХ   | Жуль Кунде              | 12 листопада 1998 (вік 25 років) | 26   | 0    | Барселона            |
| 22 | ЗХ   | Тео Ернандес            | 6 жовтня 1997 (вік 26 років)     | 25   | 2    | Мілан                |
| 4  | ЗХ   | Дайо Упамекано          | 27 жовтня 1998 (вік 25 років)    | 18   | 2    | Баварія (Мюнхен)     |
| 24 | ЗХ   | Ібраїма Конате          | 25 травня 1999 (вік 25 років)    | 14   | 0    | Ліверпуль            |
| 17 | ЗХ   | Вільям Саліба           | 24 березня 2001 (вік 23 роки)    | 13   | 0    | Арсенал (Лондон)     |
| 21 | ЗХ   | Жонатан Клосс           | 25 вересня 1992 (вік 31 рік)     | 12   | 1    | Олімпік (Марсель)    |
| 3  | ЗХ   | Ферлан Менді            | 8 червня 1995 (вік 29 років)     | 9    | 0    | Реал Мадрид          |
|    |      |                         |                                  |      |      |                      |
| 13 | ПЗ   | Н'Голо Канте            | 29 березня 1991 (вік 33 роки)    | 53   | 2    | Аль-Іттіхад (Джидда) |
| 14 | ПЗ   | Адріан Рабйо            | 3 квітня 1995 (вік 29 років)     | 43   | 4    | Ювентус              |
| 8  | ПЗ   | Орельєн Чуамені         | 27 січня 2000 (вік 24 роки)      | 31   | 3    | Реал Мадрид          |
| 19 | ПЗ   | Юссуф Фофана            | 10 січня 1999 (вік 25 років)     | 17   | 3    | Монако               |
| 6  | ПЗ   | Едуарду Камавінга       | 10 листопада 2002 (вік 21 рік)   | 15   | 1    | Реал Мадрид          |
| 18 | ПЗ   | Воррен Заїр-Емері       | 8 березня 2006 (вік 18 років)    | 2    | 1    | Парі Сен-Жермен      |
|    |      |                         |                                  |      |      |                      |
| 9  | НП   | Олів'є Жіру             | 30 вересня 1986 (вік 37 років)   | 131  | 57   | Мілан                |
| 7  | НП   | Антуан Грізманн         | 21 березня 1991 (вік 33 роки)    | 127  | 44   | Атлетіко (Мадрид)    |
| 10 | НП   | Кіліан Мбаппе (капітан) | 20 грудня 1998 (вік 25 років)    | 77   | 46   | Парі Сен-Жермен      |
| 20 | НП   | Кінгслі Коман           | 13 червня 1996 (вік 28 років)    | 55   | 8    | Баварія (Мюнхен)     |
| 11 | НП   | Усман Дембеле           | 15 травня 1997 (вік 27 років)    | 43   | 5    | Парі Сен-Жермен      |
| 15 | НП   | Маркус Тюрам            | 6 серпня 1997 (вік 26 років)     | 18   | 2    | Інтернаціонале       |
| 12 | НП   | Рандаль Коло Муані      | 5 грудня 1998 (вік 25 років)     | 15   | 3    | Парі Сен-Жермен      |
| 25 | НП   | Бредлі Баркола          | 2 вересня 2002 (вік 21 рік)      | 0    | 0    | Парі Сен-Жермен      |

## Тренери
| Тренер                    | Початок           | Кінець            | Матчів | В   | Н  | П  | % перемог |
| ------------------------- | ----------------- | ----------------- | ------ | --- | -- | -- | --------- |
| Анрі Герен                | 25 квітня 1964    | 20 червня 1966    | 15     | 5   | 4  | 6  | 33.3      |
| Жан Снелла та Жозе Арріба | 28 вересня 1966   | 26 листопада 1966 | 4      | 2   | 0  | 2  | 50.0      |
| Жуст Фонтен               | 22 березня 1967   | 3 червня 1967     | 2      | 0   | 0  | 2  | 0.0       |
| Луї Дюгогє                | 16 вересня 1967   | 6 листопада 1968  | 9      | 2   | 3  | 4  | 22.2      |
| Жорж Булонь               | 12 березня 1969   | 26 травня 1973    | 31     | 15  | 5  | 11 | 48.4      |
| Штефан Ковач              | 8 вересня 1973    | 15 листопада 1975 | 15     | 6   | 4  | 5  | 40.0      |
| Мішель Ідальго            | 27 березня 1976   | 27 червня 1984    | 75     | 41  | 16 | 18 | 54.7      |
| Анрі Мішель               | 13 жовтня 1984    | 22 жовтня 1988    | 36     | 16  | 12 | 8  | 44.4      |
| Мішель Платіні            | 19 листопада 1988 | 17 червня 1992    | 29     | 16  | 8  | 5  | 55.2      |
| Жерар Ульє                | 26 серпня 1992    | 17 листопада 1993 | 12     | 7   | 1  | 4  | 58.3      |
| Еме Жаке                  | 17 грудня 1993    | 12 липня 1998     | 53     | 37  | 11 | 5  | 64.2      |
| Роже Лемер                | 27 липня 1998     | 11 червня 2002    | 53     | 35  | 10 | 8  | 64.2      |
| Жак Сантіні               | 21 серпня 2002    | 25 червня 2004    | 28     | 22  | 4  | 2  | 78.6      |
| Раймон Доменек            | 12 липня 2004     | 22 червня 2010    | 79     | 41  | 24 | 14 | 51.9      |
| Лоран Блан                | 1 липня 2010      | 30 червня 2012    | 27     | 16  | 7  | 4  | 59.3      |
| Дідьє Дешам               | 15 серпня 2012    | 9 липня 2024      | 159    | 101 | 33 | 25 | 65.0      |

* З 1 травня 1904 по 1 січня 1964 року збірною керувала тренерська рада.

## Рекордсмени

### Гравці, що провели найбільше ігор

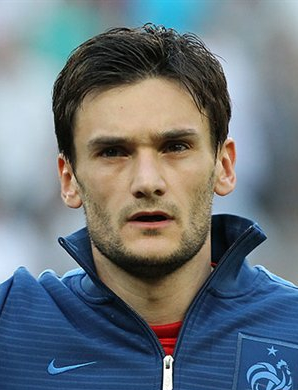
Рекордсмен Уго Льоріс, який провів 145 матчів у складі збірної

| #  | Гравець          | Період      | Ігор | Голів |
| -- | ---------------- | ----------- | ---- | ----- |
| 1  | Уго Льоріс       | 2008 — 2022 | 145  | 0     |
| 2  | Ліліан Тюрам     | 1994 — 2008 | 142  | 2     |
| 3  | Олів'є Жіру      | 2011 —2024  | 137  | 57    |
| 4  | Антуан Грізманн  | 2014 —2024  | 137  | 44    |
| 5  | Тьєррі Анрі      | 1997 — 2010 | 123  | 51    |
| 6  | Марсель Десаї    | 1993 — 2004 | 116  | 3     |
| 7  | Зінедін Зідан    | 1994 — 2006 | 108  | 31    |
| 8  | Патрік Вієйра    | 1997 — 2009 | 107  | 6     |
| 9  | Дідьє Дешам      | 1989 — 2000 | 103  | 4     |
| 10 | Карім Бензема    | 2008 — 2022 | 97   | 37    |
| 10 | Лоран Блан       | 1989 — 2000 | 97   | 16    |
| 10 | Біксант Лізаразю | 1992 — 2004 | 97   | 2     |

На 10 липня 2024
Джерело: Association of Football Statisticians [Архівовано 21 травня 2021 у Wayback Machine.]

### Бомбардири

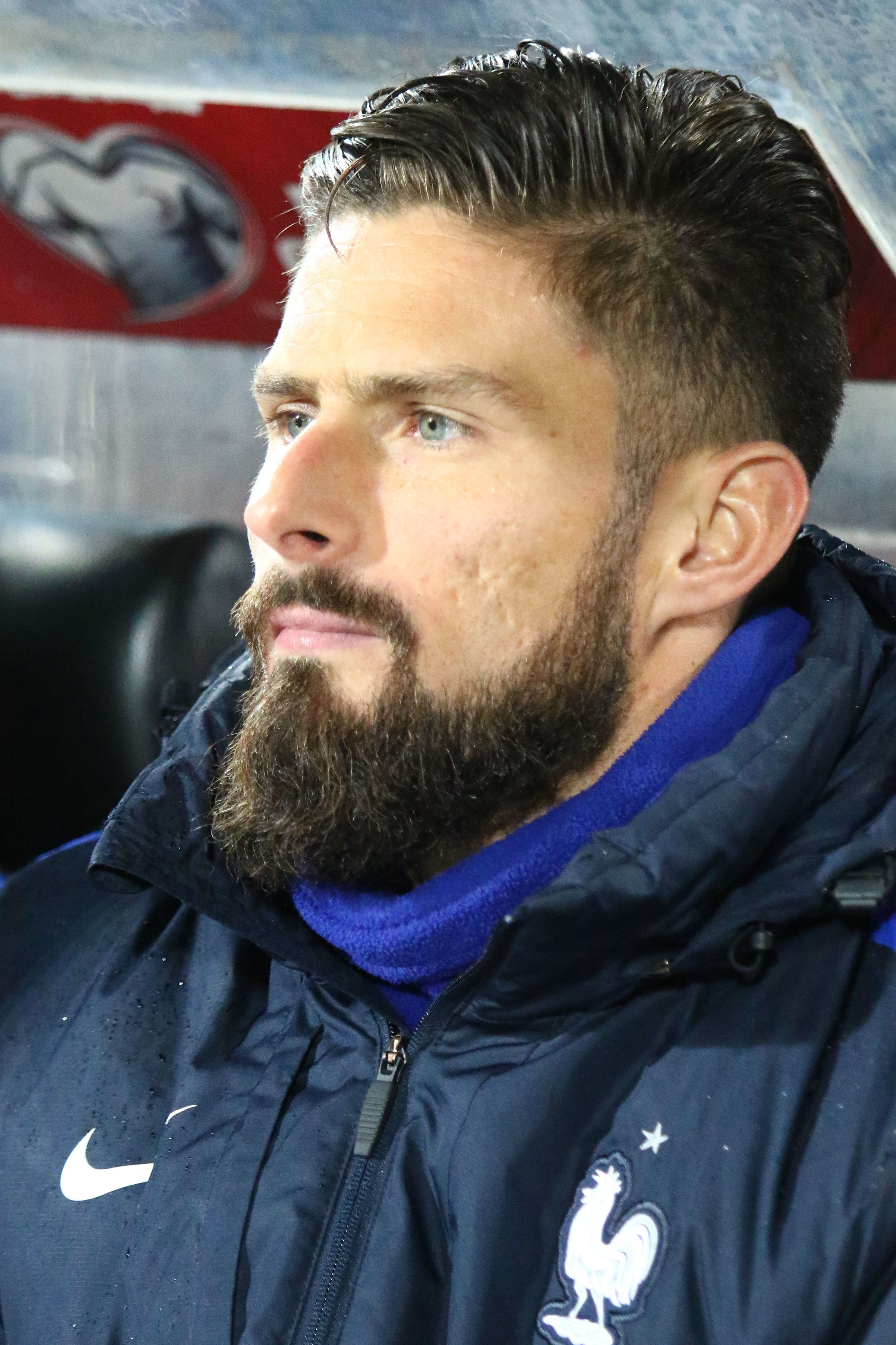
Найкращий бомбардир збірної Олів'є Жіру

| # | Гравець         | Період      | Голів | Ігор | За гру |
| - | --------------- | ----------- | ----- | ---- | ------ |
| 1 | Олів'є Жіру     | 2011 — 2024 | 57    | 137  | 0.41   |
| 2 | Тьєррі Анрі     | 1997 — 2010 | 51    | 123  | 0.41   |
| 3 | Кіліан Мбаппе   | 2017 — н.ч. | 48    | 84   | 0.57   |
| 4 | Антуан Грізманн | 2014 — 2024 | 44    | 137  | 0.32   |
| 5 | Мішель Платіні  | 1976 — 1987 | 41    | 72   | 0.57   |
| 6 | Карім Бензема   | 2007 — 2022 | 37    | 97   | 0.38   |
| 6 | Давід Трезеге   | 1998 — 2008 | 34    | 71   | 0.48   |
| 8 | Зінедін Зідан   | 1994 — 2006 | 31    | 108  | 0.29   |
| 9 | Жуст Фонтен     | 1953 — 1960 | 30    | 21   | 1.43   |
| 9 | Жан-П'єр Папен  | 1986 — 1995 | 30    | 54   | 0.56   |

На 10 липня 2024
Джерело: Association of Football Statisticians [Архівовано 21 травня 2021 у Wayback Machine.]

### Інше
- Найкращий бомбардир фінального етапу Кубка світу: Жуст Фонтен на ЧС-1958 у Швеції, який забив 13 голів.
- Найкращий бомбардир фінального етапу чемпіонату Європи: Мішель Платіні на Євро-1984 року у Франції, який забив 9 голів.
- Найшвидший гол: на 34 секунді забив Франк Созе проти збірної Албанії (5:0).
- Найшвидший хет-трик»: забив Шарлі Лубе за 11 хвилин (42, 47 і 53) у ворота збірної Люксембургу (3:1), 23 грудня 1967 року.
- 1-й гол: Луї Месньє у ворота збірної Бельгії Бельгія (3-3, 1 травня 1904 р.).
- 100-й гол: Едуард Крут у ворота збірної Бельгії Бельгія (4-3, 11 квітня 1926 р.).
- 500-й гол: Мар'ян Виснєський у ворота збірної Югославії (4-5, 6 липня 1960 р.).
- 1000-й гол: Еммануель Петі ворота збірної Бразилії у фіналі Кубка світу (3-0, 12 липня 1998 року).
- 1500-й гол: Кіліан Мбаппе у ворота збірної Ісландії (4:0, 25 березня 2019 року)

## Форма

### Домашня
| 1904 · 0 | ЧС 1958 · 0 | 1962 · 0 | ЧС 1966 · 0 | 1972 · 0 | ЧС 1978 · 0 | ЧС 1982 · 0 | Євро 1984 · 0 |

| ЧС 1986 · 0 | 1990 · 0 | Євро 1992 · 0 | 1994 · 0 | Євро 1996 · 0 | ЧС 1998 · 0 | Євро 2000 · 0 | ЧС 2002 · 0 |

| Євро 2004 · 0 | ЧС 2006 · 0 | Євро 2008 · 0 | 2009 · 0 | ЧС 2010 · 0 | 2011 · 0 | Євро 2012 · 0 | ЧС 2014 · 0 |

| Євро 2016 · 0 | ЧС 2018 · 0 | 26 березня 2019 · ФФФ сторіччя · 0 | Євро 2020 · 0 |

### Виїзна
| ЧС 1978 · 0 | ЧС 1982 · 0 | Євро 1984 · 0 | ЧС 1986 · 0 | 1990 · 0 | Євро 1992 · 0 | 1994 · 0 | Євро 1996 · 0 |

| ЧС 1998 · 0 | Євро 2000 · 0 | ЧС 2002 · 0 | Євро 2004 · 0 | ЧС 2006 · 0 | Євро 2008 · 0 | ЧС 2010 · 0 | 2011 · 0 |

| Євро 2012 · 0 | 2013 · 0 | ЧС 2014 · 0 | 2015 · 0 | 2016 · 0 | Євро 2016 · 0 | КЧС 2018 · 0 | ЧС 2018 · 0 |

| Євро 2020 · 0 |

## Матчі зУкраїною
| №  | Дата              | Місце                             | Турнір           | Матч              | Результат |
| -- | ----------------- | --------------------------------- | ---------------- | ----------------- | --------- |
| 1  | 27 березня 1999   | Стад-де-Франс, Сен-Дені, Франція  | КЧЄ-2000         | Франція — Україна | 0 — 0     |
| 2  | 4 вересня 1999    | НСК «Олімпійський», Київ, Україна | КЧЄ-2000         | Україна — Франція | 0 — 0     |
| 3  | 6 червня 2004     | Стад-де-Франс, Сен-Дені, Франція  | Товариський матч | Франція — Україна | 1 — 0     |
| 4  | 2 червня 2007     | Стад-де-Франс, Сен-Дені, Франція  | КЧЄ-2008         | Франція — Україна | 2 — 0     |
| 5  | 21 листопада 2007 | НСК «Олімпійський», Київ, Україна | КЧЄ-2008         | Україна — Франція | 2 — 2     |
| 6  | 6 червня 2011     | Донбас Арена, Донецьк, Україна    | Товариський матч | Україна — Франція | 1 — 4     |
| 7  | 15 червня 2012    | Донбас Арена, Донецьк, Україна    | ЧЄ-2012          | Україна — Франція | 0 — 2     |
| 8  | 15 листопада 2013 | НСК «Олімпійський», Київ, Україна | КЧС-2014         | Україна — Франція | 2 — 0     |
| 9  | 19 листопада 2013 | Стад-де-Франс, Сен-Дені, Франція  | КЧС-2014         | Франція — Україна | 3 — 0     |
| 10 | 7 жовтня 2020     | Стад-де-Франс, Сен-Дені, Франція  | Товариський матч | Франція — Україна | 7 — 1     |
| 11 | 24 березня 2021   | Стад-де-Франс, Сен-Дені, Франція  | КЧС-2022         | Франція — Україна | 1 — 1     |
| 12 | 4 вересня 2021    | НСК «Олімпійський», Київ, Україна | КЧС-2022         | Україна — Франція | 1 — 1     |